# Institut auf dem Rosenberg
Das Institut auf dem Rosenberg ist eine private, internationale Internatsschule in St. Gallen, Schweiz. Sie ist eine der ältesten und bekanntesten Privatschulen der Schweiz.

## Geschichte

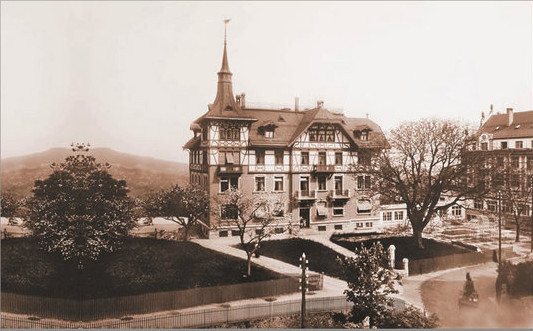
Institut auf dem Rosenberg, Hauptgebäude (1902)

Das Institut auf dem Rosenberg wurde 1889 von Ulrich Schmidt gegründet und trug ursprünglich den Namen Voralpines Knaben-Institut Dr. Schmidt bzw. Institut Dr. Schmidt de Jeunes Gens. Mit dem Tod des Schulgründers im Jahr 1924 wurde die Schule umbenannt und 1944 von der Familie Gademann übernommen. Die Maxime des Schweizer Pädagogen Johann Heinrich Pestalozzi, «Leben zu lernen ist der Endzweck aller Erziehung», bildet die Grundlage der pädagogischen Philosophie der Schule.
Das Internat bestätigt oder dementiert keine Namen von aktuellen oder ehemaligen Schülern mit der Ausnahme von Mario J. Molina, Gewinner des Nobelpreises für Chemie aus dem Jahr 1995.

## Campus

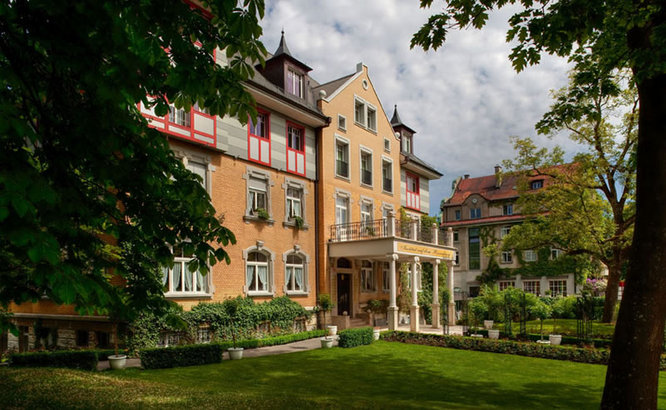
Institut auf dem Rosenberg, Hauptgebäude (2010)

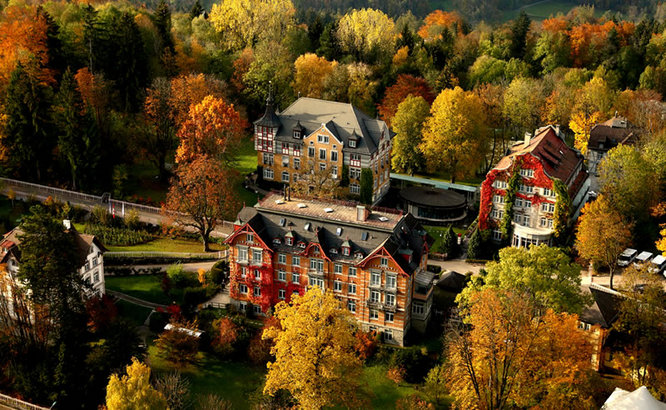
Institut auf dem Rosenberg, Campus (2011)

Der Campus liegt in einem privaten 100'000 Quadratmeter grossen Park, oberhalb der Stadt St. Gallen. Die Schülerinnen und Schüler werden in getrennten restaurierten Jugendstil-Villen in Einzel- oder Doppelzimmern untergebracht.

## Unterricht
Die Internatsschüler sind in der Regel zwischen 6 und 18 Jahre alt. Das Internat hat ein Verhältnis von Mitarbeitern zu Schülern von 1:4 und eine durchschnittliche Klassengrösse von 8 bis 10 Schülern. 99 % der Schüler beginnen nach ihrem Abschluss ein Universitätsstudium. Etwa 90 % der Schüler im Institut sprechen zwei Sprachen, 60 % der Schüler sprechen drei oder mehr Sprachen. Das Internat bietet fünf verschiedene Schulsysteme an:
- Deutsches Abitur
- Britische IGCSE, AS und A2 levels
- American High School Diploma & Advanced Placement (AP)
- Vorbereitung Schweizer Matura
- Italienische Maturità (Esame di stato)

Die Schule bietet im Sommer an drei verschiedenen Kursorten Sprachkurse sowie Spezialkurse (IELTS-Vorbereitung, SAT Workshop) sowie im Winter einen speziellen Winterkurs an.
Zu den ausserschulischen Aktivitäten zählen Tennis, Golf, Reiten, Schach, Fechten, Wassersport, Skifahren und Snowboarden im Winter und kulturelle Aktivitäten während des Schuljahres.
Jährliche Grundgebühr: CHF 93'000 (Stand 2022).
Erwartete Jahresgebühren inklusive Extras: ca. CHF 140'000 (Stand 2022).

## Ehemalige Schüler (Auszug)
- Klaus Philipp Bamberger (1920–2008), Unternehmer und Autor
- Gunter Sachs (1932–2011), Industriellenerbe
- Mario J. Molina (1943–2020), Chemiker und Nobelpreisgewinner
- Karl Friedrich von Hohenzollern (* 1952), Unternehmer
- Moritz Hunzinger (* 1959), PR-Berater
- Marco Illbruck (* 1986), ehem. Springreiter, Unternehmer
- Albert Meyer (* 1947), Jurist
- Ulf Montanus (* 1961), Schauspieler, Moderator und Politiker
- Chiara Ohoven (* 1985), Modedesignerin